# Sophie McKinlay
Sophie McKinlay (* 7. August 2006 in Stirling, Schottland) ist eine schottische Dartspielerin, welche an den Turnieren der World Darts Federation (WDF) teilnimmt. Ihre größten Erfolge erzielte sie bei der WDF World Darts Championship 2024, wo sie sowohl in der Damen- als auch der Mädchenkonkurrenz das Finale erreichte.

## Karriere
Bereits 2019 nahm McKinlay im Alter von elf Jahren für Schottland am WDF Europe Cup Youth teil. Hierbei erreichte sie im Einzel das Viertelfinale, im Doppel zogen sie und Chloe O’Brien ins Finale ein, unterlagen aber Beau Greaves und Shannon Reeves aus England mit 3:4.
McKinlay machte im Alter von 13 Jahren die Presse auf sich aufmerksam, als sie als jüngste Spielerin überhaupt den Damentitel bei den Scottish Ladies Singles einfuhr. Damit unterbot sie den Rekord von Fallon Sherrock um zwei Jahre. Bei den daraufhin stattfindenden Scottish Open erreichte sie die letzten 32.
Die COVID-19-Pandemie unterbrach daraufhin ihre Karriere. Erst im Mai 2022 trat sie als Halbfinalistin bei den Welsh Open in Erscheinung. Bei den Welsh Classic am gleichen Wochenende erreichte sie bei den Damen das Achtelfinale. Kurz darauf siegte sie bei den Scottish Easter Singles in der Mädchenklasse. Mit 4:1 gewann sie gegen Lauren Stokoe und fuhr somit ihren ersten WDF-Titel ein. Auch beim WDF Europe Cup Youth 2022 war McKinlay wieder dabei. Sie erreichte im Einzel wie im Doppel das Viertelfinale. Im Oktober gewann McKinlay sowohl das Northern Ireland Matchplay, als auch die Northern Ireland Open in der Mädchenklasse.
Im Dezember spielte McKinlay beim World Masters 2022 mit. Bei den Damen erreichte sie hierbei die Letzten 32, wo sie jedoch mit 3:5 gegen Mikuru Suzuki verlor. In der Mädchenklasse kam sie bis ins Halbfinale, in dem sie der späteren Siegerin Paige Pauling 3:4 unterlag. Im Qualifier für die WDF World Darts Championship 2023 schied McKinlay bei den Mädchen im Viertelfinale aus.
Ende Januar 2023 spielte McKinlay erstmals bei den Dutch Open mit. Bei den Damen erreichte sie die letzten 32, wo sie mit 1:4 gegen Anca Zijlstra verlor. Bei den Mädchen hingegen erreichte sie das Finale, indem sie sich gegen Dorina Sipos aus Ungarn mit 3:2 behaupten konnte und so ihren ersten Jugend-Major-Titel einfahren konnte. Daraufhin begann sie Turniere in ganz Europa zu spielen. Sie stand im Finale der Mädchenturniere in der Slowakei Ende Februar und auf der Isle of Man im März. In der Slowakei erreichte sie bei den Slowak Masters außerdem das Finale der Damen, in dem sie aber gegen Maud Jansson mit 4:5 verlor. Mitte März verlor sie das Finale der International WDF Youth Challenge Vienna, eines der größten Jugend-Turniere im Dartsport, mit 4:5 gegen Aurora Fochesato aus Italien.
Mitte April spielte McKinlay die Turniere in Estland mit. Bei den Tallin Open erreichte sie das Halbfinale unter den Damen. Die Mädchenkonkurrenzen konnte sie beide klar für sich entscheiden. Anfang Juni spielte sie außerdem die beiden Turniere in der Schweiz. Bei den Swiss Open schaffte sie es in der gemischtgeschlechtlichen Jugendkonkurrenz ins Halbfinale. Ebenfalls gemischtgeschlechtlich war das Jugendturnier der Helvetia Open. Hier konnte McKinlay sich mit 4:1 im Finale gegen den Iren Robbie Curran durchsetzen. Zusätzlich gewann McKinlay auch die Damenkonkurrenz, indem sie im Finale Monique Lessmeister mit 5:3 besiegte. Es war ihr erster Titel in einem Erwachsenen-Turnier der WDF. Beim WDF Europe Cup Youth Anfang Juli stand McKinlay im Einzel-Halbfinale.
Mitte September setzte sich McKinlay in der Mädchenkonkurrenz der British Open durch. Bei den British Classic am gleichen Wochenende stand sie bei den Damen im Viertelfinale. Kurz darauf war McKinlay Teil des Schottischen Jugendteams beim WDF World Cup 2023 in Dänemark. Im Einzel setzte sie sich unter anderem gegen Krisztina Turai durch, schied aber im Viertelfinale gegen die spätere Gewinnerin Paige Pauling aus. Im Doppel an der Seite von Holly Frew ging es bis ins Finale, indem die beiden aber gegen Pauling und Hannah Meek chancenlos waren.
Im November stand McKinlay im Finale der Irish Open Girls, verlor jedoch wieder einmal gegen Paige Pauling. Dafür gewann sie eine Woche später die Czech Open in der Mädchenklasse. Mit 4:2 setzte sie sich im Finale gegen Krisztina Turai durch. Ende November gewann McKinlay die Gibraltar Open im Finale gegen Paula Jacklin mit 5:2. Im gemischten Jugendturnier schied sie im Viertelfinale gegen Luke Littler aus.
Bei den Dutch Open 2024 zog McKinlay bei den Mädchen nach zwei Siegen ins Viertelfinale ein, welches sie gegen die Deutsche Kira Mertens verlor. Im Damendoppel spielte sie sich gemeinsam mit Lorraine Hyde ins Halbfinale. Im Dameneinzel gewann McKinlay vier Spiele, bevor im Achtelfinale gegen Kirsty Hutchinson mit 1:4 Schluss war. Kurz darauf gewann sie die Mädchenklasse der Scottish Open und zog sowohl bei den Scottish Open als auch den Scottish Classic unter den Damen ins Viertelfinale ein. Bei den Isle of Man Masters unterlag McKinlay im Finale Beau Greaves mit 1:3. Das Isle of Man Classic Girls hingegen konnte McKinlay ebenfalls für sich entscheiden. Es kam ein Tiel beim England Youth Grand Prix 1 hinzu.
Mitte Juli gewann McKinlay die Einzelkategorie des WDF Europe Cup Youth. Im Finale besiegte sie Aurora Fochesato mit 5:1. Zusammen mit Jessica Matheson gewann sie außerdem das Doppel. Im August gewann sie den England Youth Grand Prix 4 und Ende September den Budapest Youth Grand Prix und den Hungarian Grand Prix bei den Mädchen. Auch bei den Damen war McKinlay beim Hungarian Grand Prix erfolgreich: Im Finale besiegte sie die Kroatin Marina Letica mit 5:4.
Anfang Oktober stand McKinlay bei den World Open im Mädchen-Halbfinale. Beim World Masters 2024 am gleichen Wochenende erreichte McKinlay ebenfalls das Halbfinale, wo sie Nicole Sescu Gal aus Italien mit 2:4 unterlag. Sie nahm daraufhin auch am Qualifier für die WDF-WM teil. Sie gewann hierbei unter anderem gegen Priscilla Steenbergen, Vicky Pruim, Monique Lessmeister und im Finale Anna Votavová und qualifizierte sich somit für die Damenkonkurrenz der WDF World Darts Championship 2024. Ende Oktober gewann McKinlay die Mädchenkonkurrenzen der Hungarian Classic und der Hungarian Masters. Damit stand fest, dass McKinlay als Nummer zwei der WDF Main Ranking Table Girls auch für das Mädchenturnier der WDF-WM qualifiziert war. Außerdem gewann McKinlay die Damenkonkurrenz der Hungarian Masters, indem sie im Finale Gréta Tekauer besiegte.
Bei der WDF World Darts Championship 2024 startete McKinlay in der ersten Runde gegen die ehemalige vierfache Weltmeisterin Lisa Ashton. Sie gewann den dritten und letzten Satz mit 3:2 und zog so mit 2:1 in die zweite Runde ein. Hierbei lieferte sie mit Irina Armstrong sich ein enges Match, dass ebenfalls in den letzten Satz ging, in dem McKinlay aber deutlich die Oberhand behielt. Ihr Viertelfinale gegen Aileen de Graaf gewann McKinlay in zwei Sätzen, so dass sie bei ihrer ersten WM-Teilnahme ins Halbfinale einzog. Dort besiege sie Lerena Rietbergen mit 3:1, nachdem sie nur den ersten Satz abgegeben hatte und zog ins Damen-Finale ein. Am gleichen Tag schaffte es McKinlay auch durch einen 2:0-Sieg über Titelverteidigerin Aurora Fochesato ins Mädchen-Finale. Dort unterlag sie Favoritin Paige Pauling mit 0:2 Sätzen. Das Finale der Damen verlor sie mit 1:4 Sätzen gegen die ebenfalls favorisierte Titelverteidigerin Beau Greaves.
Ende Januar erreiche McKinlay das Finale der Romanian Open. Mit 4:0 siegte sie zuvor gegen Deta Hedman, unterlag dann aber im Endspiel Lerena Rietbergen mit 2:5. Bei den Dutch Open schied McKinlay in der Runde der letzten 32 gegen Chris Savvery aus Wales aus. Bei den Scottisch Open Mitte Februar erreiche McKinlay das Halbfinale.
Ende Mai nahm sie am Turnierwochenende im schweizerischen Kloten teil. Sie krönte sich zur Turniersiegerin beider Turniere. Die Swiss Open entschied McKinlay mit einem 5:2-Finalsieg über Kirsi Viinikainen für sich. Bei den Helvetia Open gewann sie mit 5:1 im Finale, ebenfalls gegen Viinikainen. Bei den England National Singles schied McKinlay im Halbfinale aus. Die England Open hingegen konnte sie ebenfalls gewinnen, dank eines 5:4-Sieges über Paige Pauling.
Einen weiteren Titel errang McKinlay beim Swedish Classic Mitte August. Mit 4:2 besiegte sie Kirsi Viinikainen im Halbfinale, bevor sie im Finale mit 5:2 gegen Aileen de Graaf gewann.

## Weltmeisterschaftsresultate

### WDF
- 2024: Finale (1:4-Niederlage gegen Beau Greaves)

### WDF-Jugend
- 2024: Finale (0:2-Niederlage gegen  Paige Pauling)

## Titel

### WDF
- Silber-Turniere
  - Gibraltar Open: (1) 2023
  - Helvetia Open: (2) 2023, 2025
  - Swiss Open: (1) 2025
  - England Open: (1) 2025
  - Swedish Classic: (1) 2025
- Bronze-Turniere
  - Hungarian Grand Prix: (1) 2024
  - Hungarian Masters: (1) 2024

- Jugend-Turniere
  - Gold-Turniere
    - Czech Open: (1) 2023
    - Dutch Open: (1) 2023

  - Silber-Turniere
    - British Open: (1) 2023
    - Budapest Youth Grand Prix: (1) 2024
    - England Youth Grand Prix 1: (1) 2024
    - England Youth Grand Prix 4: (4) 2024
    - Estonia Open: (1) 2023
    - Helvetia Open: (1) 2023
    - Hungarian Classic: (1) 2024
    - Hungarian Grand Prix: (1) 2024
    - Hungarian Masters: (1) 2024
    - Isle of Man Classic: (1) 2024
    - Scottish Easter Singles: (1) 2022
    - Scottish Open: (1) 2024

  - Bronze-Turniere
    - Northern Ireland Matchplay: (1) 2022
    - Northern Ireland Open: (1) 2022
    - Tallinn Open: (1) 2023

## Privates
Zum Dartsport kam McKinlay durch ihre Mutter Mhairi McKinlay im Alter von sechs Jahren.